# マネージャー
- 日本語的発音に基づいた伝統的な転写
マネージャー
- 英語的発音に基づいた共同通信が使う転写
マネジャー
- 英語的発音に基づいた外資企業に多い転写
マネージャ
- 英語の原語発音に最も近い転写
マーネジャ

マネージャー（英: manager）は、普通名詞としてはマネジメントを行う者や機構を、肩書（Manager）としては部門管理者や支配人などを指す。近年はマネージャ、マネジャー、Mgr、MG、などと表記されることも見られるようになった。外資系の企業などでは役職者の肩書によく見られる。
英語ではまた、野球チームの監督のこともマネージャーという。サッカーでも英語圏のクラブチームの監督はマネージャーだが、その他の代表チームや選抜チームなどの監督は通常コーチ (Coach) ないしヘッドコーチ (Head Coach) と呼ばれる。その他のスポーツにおけるチームの監督も英語では概ねコーチないしヘッドコーチである。
日本においては以下の使われ方もよく見られる。

## 学校の部活動のマネージャー
各種競技の課外活動クラブ、特に学校の運動部などで、そこに所属はするが競技には参加せず、試合や練習の準備・進行・試合結果の記録・競技者の世話など、クラブ活動にかかわる庶務全般を担当するメンバーのこともマネージャーと呼ぶ。
欧米ではケアテイカー(caretaker)と呼ぶ。
女子の高校や大学への進学が一般化するにつれ、学校の男子運動部に女子生徒がマネージャーとして参加することが多くみられるようになった。
チーム球技のクラブを中心に一般的に見られるが、いわゆる文化部、そして中学校のクラブにはさほど多く見られない。女子運動部に男子生徒が加わることもまず見られない。
クラブ指導者の方針として男子部に女子生徒の入部を認めなかったり、男子生徒のマネージャーと区別したりする場合もある。高校野球全国大会史上、女子部員（女子マネージャー）が記録員としてベンチ入りした例は少ない。大学のクラブにおいても男女ともにマネージャーがいる場合は女子学生が「主務」となる例は少ない。

## 芸能界のマネージャー
芸能界においては、芸能人のマネジメント業務を行うほか、時には付き人としての役割を果たす担当者のこともマネージャーと呼び、一人の芸能人に複数のマネージャーが置かれたり、複数の芸能人に一人のマネージャーを置く場合もある。業界用語で「ジャーマネ」ともいう。多くは芸能事務所の社員であり、芸能人が直接雇っている付き人とはこの点が異なる。付き人は無給の場合もあり、待遇はさほど良いとはいえない。
マネージャーの場合は芸能事務所の社員として、自社の「芸能人（タレント）」という商品をどう売り込み、利益を上げるかが命題であり、その役割は場合によっては芸能人本人より重要である。具体的な仕事は対外交渉、契約、企画立案、芸能人の身辺管理などが主である。また、事務所によっては新人発掘を行わせる場合がある。また、一部のマネージャーは番組や作品のプロデュースも行うなど、いわば芸能人のブレーンを務める場合もある。
大きな事務所や有力事務所ではマネジメント部門が半独立していることもあり、マネジメント業務が非常に強力となっている。これは売り出しや好感度促進、宣伝展開で優位に立とうという事務所側の経営戦略である。
さらにマネージャーは役割によって、種類が分けられる。事務所の経営陣たるマネージャーと芸能人に常に張り付いて勤務する専属マネージャーといった現場派とに分かれる。事務所の経営陣マネージャーは「現場派」の業務の手腕・実力にかけて超一流であり、専属マネジメントを行う「現場派」的な役割に就く場合は相手が大物芸能人か、宣伝展開に力を入れる期待の新人（若手）場合など特殊な場合のみである。
マネージャーの中にはテレビやラジオなどのメディアに出演する者もいる。この例として岩谷時子（宝塚歌劇団出版部→東宝文芸部→フリー、故人）、南田裕介（ホリプロ）、川上アキラ（スターダストプロモーション）がいる。
上記にある様にマネージャーの仕事はスケジュール管理に止まらず、時にはタレントの人生相談まで受けるが、下働きとの考えも根強い。松下治夫の著した「芸能プロ、渡辺プロダクションの真実。」には芸能マネージャーの悲惨さとタレントの強欲さが赤裸々に描かれている。

## プロボクシングのマネージャー
日本のプロボクシングにおけるマネージャーは、選手のマネジメント全般において責任を持つ役職を意味する。
「JBCボクシングルール」には「第9章マネージャー」として明記されている。
マネージャーはJBCが公認するボクシングジムに最低1名置かれており、マネージャー志願者はボクサー同様ジムに入りJBCマネージャーライセンスを取得する必要がある。
また、マネージャーに対する報酬である「マネジメント料」は、選手のファイトマネーのうち一定の割合（JBCでは33%）が支払われることになっている。
一方、ジム内のあらゆる業務に長けていることから、先代の親族以外がジムを継承する場合はマネージャーが（所属ジムでJBCライセンス10年以上保持し、名義変更料100万円をJBCに支払い）それを行使することが多く、さもなくとも会長代行を務める場合もある。
海外でのいわゆる「欧米式マネージャー制度」は、マネージャーがジムから独立しており、選手契約がマネージャー単位となっているものを意味する。
アメリカ合衆国では、1996年のプロボクシング安全法 (Professional Boxing Safety Act) において、プロモーター（興行主催者）、マネージャー、王座認定団体、マッチメイカー、その他のライセンス保持者を合わせて「ボクシング・サービス・プロバイダー」と呼んでいる。これによれば、代理人（ブッキングエージェント）はマネージャーに含まれ、また、場合によってはケーブルテレビ局や衛星放送局、テレビ局、あるいはホテルやカジノがプロモーターとなることもある。ほとんどの州では代理人はライセンスを取得する必要がない。通常、プロモーターはどの興行でも代理人を使っている。代理人はキャリアアップよりも金銭面での利益をボクサーに提供し、実際の役割としてはマネージャーよりもプロモーターに近く、プロモーター、マネージャー、代理人の業務には、それほど明確な区別はない。マネージャーには、代理人の他に、アドバイザー、コンサルタントも含まれる。ボクサーはこれらとそれぞれ別に契約し、契約期間が終わったり不利益が発生したりすれば別の人物に変更する。

## 一般企業のマネージャー
近年、日本企業でも従来の役職に代わってマネージャーの呼称を採用する事が多くなっているが、特に決まった定義はまだなく、業種による差異も大きく、各企業がそれぞれの事情に合わせて独自に定義している。
一般に管理職としては旧来の役職で課長か係長クラスを指すことが比較的多いが、例えば北米や欧州といった単位で相当範囲を統括するエリアマネージャーから、特定グループの長としてのグループマネージャーまで、まさに広範囲にカバーする便利な言葉である。また実質的な内容は変わらずに、従来の役職から○○マネージャーへと名称だけ変えただけという場合もある。例として、ホテルでのフロント担当のチーフとしてフロントマネージャーとする場合や、副支配人とするサブマネージャー等がある。
反対に、既存部門間を横断的に組織される特定プロジェクトの代表を、便宜的にプロジェクトマネージャーと称する場合も見受けられる。これは、旧来の役職名では弊害がある為である。
主に管理面を担当する名称と認識されており、技術職には用いない傾向がある。テクニカルマネージャーと称しても技術職とは限らない。
比較的上位の位を示す言葉に、ジェネラル・マネージャー（GM）やシニア・マネージャー等がある。

## 補注
1. ↑  アメリカ合衆国議会 2006, p. 2340.
2. ↑  Charles Jay (2008年4月20日). “Operation Clean Up Classic: Booking Agents” (英語).   BoxingInsider LLC. 2013年8月8日閲覧。
3. ↑  Newfield 2003, p. 44.
4. ↑  “GEORGIA STATUTES AND CODES – § 43-4B-1 - Definitions” (英語).   Laws.com (2010年). 2013年8月8日閲覧。
5. ↑  原功 (2012年10月15日). “〜ボクシングの基礎講座〜 日本は諸外国とは異なる制度を採用”.   WOWOW. 2013年8月6日閲覧。
6. ↑  原功 (2012年11月28日). “マネージャーの役割と仕事 〜ボクシングの基礎講座〜 売出しや条件交渉まで幅広くカバー”.   WOWOW. 2013年8月6日閲覧。
7. ↑  原功 (2012年12月19日). “イベントを開催するプロモーター 〜ボクシングの基礎講座〜 社会的信用など交付に厳しい条件”.   WOWOW. 2013年8月6日閲覧。